# ناحیه شهری بارسلونا

تقسیمات ناحیه‌ای کاتالونیا ۱۹۹۵.
ناحیه شهری بارسلونا

ناحیه شهری بارسلونا (به اسپانیایی: Ámbito metropolitano de Barcelona) یکی از هفت ناحیه‌ای است که در تقسیمات ناحیه‌ای کاتالونیا تعیین شده. این ناحیه در کنار ساحل مرکزی کاتالونیا و در بارسلون قرار دارد.